# Dráfi Kálmán
Dráfi Kálmán (Budapest, 1955. október 7. –) Liszt Ferenc-díjas zongoraművész, egyetemi docens (DLA),  érdemes művész.

## Gyermekkora
Id. Dráfi Kálmán és Miklós Valéria gyermekeként született.

## Tanulmányai
1965-től 1969-ig a Bartók Béla Zeneművészeti Szakközépiskola és Gimnáziumban tanult, majd 1969 és 1974 közötti a Liszt Ferenc Zeneművészeti Egyetemen folytatta tanulmányait. Itt tanárai voltak többek között Bächer Mihály, Kadosa Pál, Rados Ferenc, Kurtág György, Mihály András és Kistétényi Melinda. 2002-ben szerezte meg a DLA fokozatot, disszertációjának címe: Értekezés Liszt Ferenc zongoraműveinek zenei és technikai problémáiról.

## Mesterkurzusok
- 1973: Alfred Brendel mesterkurzusa (Cheltenham, Anglia)
- 1974-1976: Csajkovszkij Konzervatórium, Moszkva – Bella Davidovics osztályában aspirantúra

Fischer Annie-nál is tanult éveken keresztül.

## Pályája
1975-ben diplomázott, majd két évet Moszkvában töltött. Visszatérvén kezdett el tanítani, 1977 óta a Liszt Ferenc Zeneművészeti Egyetem tanára. 
Vendégtanári állásai, mesterkurzusai: 1986-ban a Senlise-i Cziffra György Zongora Akadémia vezető tanára volt, 1998 és 2000 között a japáni Kobe College vendégprofesszora, elindította a doktoriskolát. Folyamatosan tart kurzusokat a Tokyo Gedai Akadémián, a Toho University-n, az Osaka Ondai University-n, valamint a Toho University bécsi kihelyezett tagozatán.

## Fontosabb koncertjei
A magyarországi szimfonikus zenekarok közül koncertezett többek közt az Állami Hangversenyzenekarral Ferencsik János, Korodi András, Kobajasi Kenicsiró, Lukács Ervin, Medveczky Ádám és Kovács János vezényletével, a Leningrádi Filharmonikusokkal Mariss Jansons vezényletével fellépett Leningrádban, illetve a Bostoni Filharmonikusokkal Seiji Ozawá-val. Nagy sikert aratott egész Európában. Perényi Miklós, Kovács Dénes, Kiss András és Kapás Géza voltak a kamarapartnerei.

## Felvételei
A párizsi Carrere kiadóval 1985-ben kezdte meg együttműködését, az ő gondozásukban készült el egy Liszt zongoraalbuma, egy Chopin albuma, és egy Bartók albuma. Több kamarazenei felvétele látott napvilágot a Naxos Kiadónál, a Hungaroton kiadó „Ismeretlen Liszt” című sorozatának egyik lemezét is ő készítette. A Magyar Állami Operaház zenekara az ő vezényletével vette fel Athénban Brahms magyar táncait. Pege Aladár nagybőgőművésszel közösen is készített duó CD lemezt Bécsben, mely a Tomastic gyár kiadásában jelent meg.

## Díjai, kitüntetései
- Liszt-Bartók Nemzetközi Zongoraverseny, Budapest – különdíj (1971)
- Liszt-Bartók Nemzetközi Zongoraverseny, Budapest – legjobb Bartók interpretáció különdíja (1976)
- Liszt Ferenc-díj (2012)
- Érdemes művész (2023)